# Kamskije Poljany
Kamskije Poljany (russisch Ка́мские Поля́ны; tatarisch Кама Аланы Kama Alanı) ist eine Siedlung städtischen Typs in der Republik Tatarstan (Russland) mit 15.795 Einwohnern (Stand 14. Oktober 2010).

## Geographie
Die Siedlung liegt im Wolgagebiet etwa 150 Kilometer (Luftlinie) südöstlich der Republikhauptstadt Kasan, auf dem linken, hohen Ufer des größten Wolga-Nebenflusses Kama, unterhalb der Einmündung der Wjatka.
Kamskije Poljany gehört zum Rajon Nischnekamsk; dessen Verwaltungszentrum, die Großstadt Nischnekamsk, liegt gut 30 Kilometer nordöstlich.

## Geschichte
Die Siedlung entstand am Anfang der 1980er Jahre im Zusammenhang mit dem geplanten Bau des Kernkraftwerkes Tatarien (Tatarskaja AES) knapp zehn Kilometer westlich des Ortes am Ufer der Kama. Zuvor existierte an dieser Stelle ein gleichnamiges kleines Dorf, dessen genauer Gründungsjahr unbekannt ist und möglicherweise in der Mitte des 18. Jahrhunderts liegt.
Am 27. Dezember 1981 wurde der Status einer Siedlung städtischen Typs verliehen. Ihr Name steht im Russischen für „Kama-Lichtungen“ (vgl. Stadt Wjatskije Poljany, „Wjatka-Lichtungen“, in der benachbarten Oblast Kirow). In der Folgezeit entstanden vorwiegend vielstöckige Plattenbauten.
1990 wurde der Bau des Kraftwerks gestoppt, 1993 hauptsächlich aus finanziellen Gründen ganz eingestellt.
| Jahr | Einwohner |
| ---- | --------- |
| 1989 | 12.167    |
| 2002 | 15.049    |
| 2010 | 15.795    |

Anmerkung: Volkszählungsdaten

## Wirtschaft und Infrastruktur
In Kamskije Poljany haben sich Betriebe der Bauwirtschaft, der Maschinenbaus, der Textilindustrie sowie der Landwirtschaft angesiedelt. Ein „Technologiepark“ mit Unternehmen der Baumaterialien- und chemisch-pharmazeutischen Industrie befindet sich im Aufbau.
Die Wiederaufnahme des Kernkraftwerksbaus war immer wieder im Gespräch, wurde aber zuletzt 2005 – zumindest für diesen Standort – vom Parlament der Republik Tatarstan mit Verweis auf ökologische Bedenken abgelehnt.
Es besteht Straßenverbindung in Richtung des Rajonzentrums Nischnekamsk und zur weiter südlich verlaufenden Regionalstraße R239 von Kasan über Tschistopol und Almetjewsk nach Bugulma. Eine etwa 60 Kilometer lange Eisenbahnstrecke, die für den Bau des Kernkraftwerks ausgehend von der Station Sainsk der Strecke Akbasch–Nabereschnyje Tschelny–Agrys zunächst nur für den Güterverkehr errichtet wurde, ist seit dem Baustopp außer Betrieb.